# Halalaimus lineatoides
Halalaimus lineatoides är en rundmaskart som beskrevs av Timm 1961. Halalaimus lineatoides ingår i släktet Halalaimus och familjen Oxystominidae. Inga underarter finns listade i Catalogue of Life.